# HMS Impregnable (1786)
Pour les autres navires du même nom, voir HMS Impregnable.

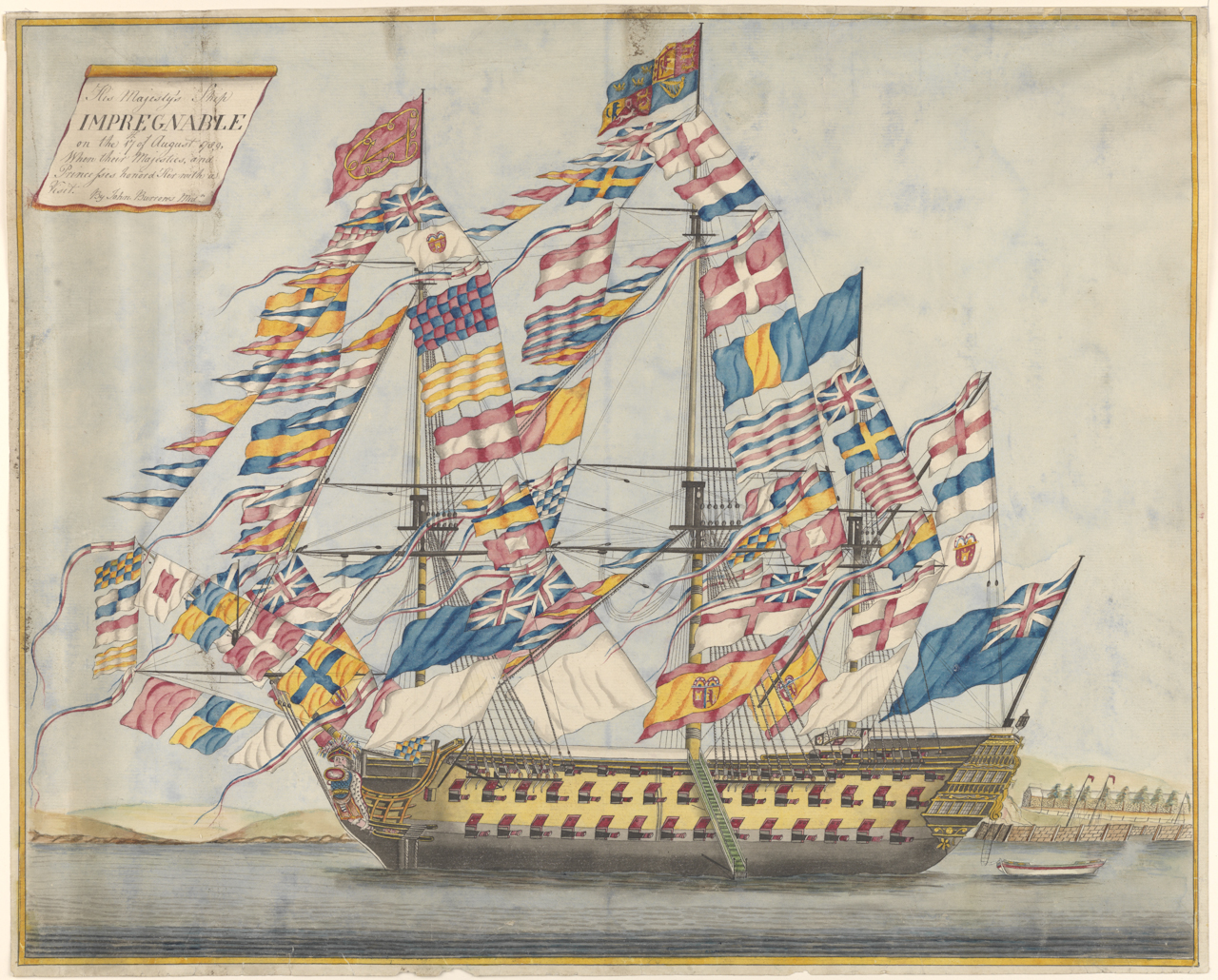
Dessin du HMS Impregnable, le 17 août 1789.

Le HMS Impregnable est un vaisseau de ligne de 2e rang portant 98 canons en service dans la Royal Navy. Lancé le 15 avril 1786 au chantier naval de Deptford, il fait naufrage en 1799 au Spithead.

## Service actif
En 1794, le HMS Impregnable porte la marque du contre-amiral Benjamin Caldwell à la bataille du 13 prairial an II où il est sévèrement endommagé.

## Naufrage
Le HMS Impregnable est perdu au large de Chichester le 18 octobre 1799.

## Sources
- (en) Cet article est partiellement ou en totalité issu de l’article de Wikipédia en anglais intitulé « HMS Impregnable (1786) » (voir la liste des auteurs).
- (en) Brian Lavery, The Ship of the Line, vol. 1 : The Development of the Battlefleet 1650-1850, Conway Maritime Press, 2003 (ISBN 0-85177-252-8)
- (en) Digby Smith, The Greenhill Napoleonic Wars Data Book : Actions and Losses in Personnel, Colours, Standards and Artillery, 1792-1815, Londres, Greenhill Books, 1998, 582 p. (ISBN 1-85367-276-9)